# Sekretarka (zawód)

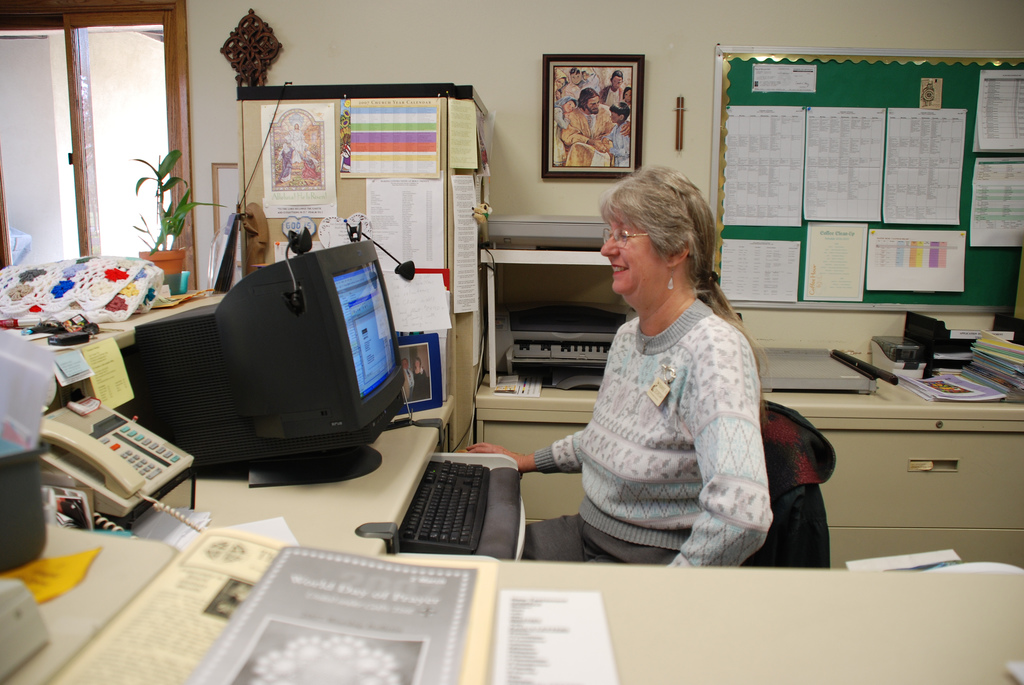
Sekretarka na stanowisku pracy

Sekretarka, sekretarz – osoba wykonująca prace biurowe przydatne dla realizacji zadań obsługiwanej przez nią firmy, instytucji lub osoby.
Mężczyznę zajmującego się opisanymi czynnościami można określać mianem sekretarza; współcześnie czyni się to rzadko, gdyż charakter dominujący mają inne znaczenia tego słowa.